# За даними карного розшуку...
«За даними карного розшуку…» (рос. «По данным уголовного розыска…») — радянський детективний художній фільм, поставлений на Кіностудії ім. М. Горького у 1979 році режисером Валерієм Михайловським. Екранізація повісті Е. А. Хруцького «Тривожний серпень». Прем'єра фільму в СРСР відбулася у жовтні 1980 року.

## Сюжет
Пролог. У перші дні  Німецько-радянської війни в районі Мінську німецькі війська перехоплюють автомобіль мінського Ювелірторга, що евакуйовував цінності. За документами розстріляного інкасатора Шантреля німецька розвідка вирішує послати в Москву свою людину.
Серпень 1942 року. Москва. Після поранення лейтенант Сергій Бєлов (Олександр Соловйов) отримує призначення в Московський карний розшук, у відділ боротьби з бандитизмом (ОББ). Уже в перший день служби на новому місці йому доводиться включитися в розслідування жорстокого злочину: при збройному нальоті на квартиру ювеліра Івановського вбиті сам ювелір, його дружина, їх син — лейтенант Червоної Армії, який перебуває у відпустці після лікування в госпіталі, а також один із нальотчиків в формі воєнізованої охорони. Розслідуючи цей злочин, співробітники ОББ на чолі з майором міліції Даниловим (Леонід Неведомський) виходять на заступника начальника охорони Ювелірторга Шантреля (Віктор Речман). Однак коли оперативники приїжджають до нього на квартиру, з'ясовується, що той встиг сховатися. Подальше розслідування виводить працівників карного розшуку на діючу в Підмосков'ї банду запеклих кримінальників братів Музик, пов'язаних з німецькими спецслужбами. Банду вдається знищити, однак «Шантрель» все ще десь ховається. Шлях до нього може вказати відомий в кримінальному світі Володя Гомельський (Володимир Кенігсон). За пропозицією Данилова з фронту відкликають в минулому злодія «Червонця», а нині сержанта Червоної Армії Михайла Кострова (Олександр Хочинський). Про те, що він «зав'язав», в кримінальному світі не знають. Зображуючи нальотчика, який пограбував ювелірний магазин, «Червонец» починає шукати шляхи до Гомельського.

## У ролях
- Леонід Неведомський —  майор міліції Іван Олександрович Данилов
- Олександр Соловйов —  Сергій Бєлов, співробітник карного розшуку
- Олексій Ейбоженко —  Ілля Корольов, співробітник держбезпеки
- Геннадій Кринкін —  Степан Андрійович Полєсов, співробітник карного розшуку
- Олексій Михайлов —  Муравйов
- Георгій Штиль —  Биков
- Микола Скоробогатов —  Єфімов, дільничний
- Микола Буров —  Орлов
- Юрій Назаров —  «бургомістр» Кравцов
- Олександр Хочинський —  Михайло Миколайович Костров («Червонец»)
- Віктор Проскурін —  Валентин Іванович Червяков, механік 1-ї автобази
- Володимир Кенігсон —  Володя Гомельський, шахрай, скупник краденого
- Олена Шаніна —  Зоя, співробітниця карного розшуку
- Людмила Шапошникова —  Ніна Степанівна Спиридонова
- Ольга Токарева —  Дробишева
- Віктор Сергачов —  Олексій Петрович Фомін («Сутулий»)
- Віктор Речман —  Шантрель, він же Генріх Карлович Гоппе, він же Григорій Кирилович Гопа
- Ксенія Мініна — Ігнатова Клавдія Михайлівна — голова колгоспу

## Знімальна група
- Автор сценарію —  Едуард Хруцький
- Режисер-постановник —  Валерій Михайловський
- Головний оператор —  Сергій Онуфрієв
- Головний художник —  Марк Горелик
- Композитор —  Георгій Мовсесян
- Звукооператор —  Анатолій Єлісєєв
- Диригент —  Мартін Нерсесян
- Текст пісень —  Роберта Рождественського
- Режисер — Анастасія Заболоцька
- Оператор — Олег Нікіфоров
- Монтаж — Світлана Фроленко